# Sing If You Can
Sing If You Can (lit. em português: Cante se Puder) é um game show musical exibido pela ITV1 em que os competidores têm de cantar músicas em situações adversas enquanto várias tentativas são feitas para atrapalhar suas performances. É apresentado por Keith Lemon e Stacey Solomon.

## Formato
Seis celebridades se dividem em duas equipes. Em cada time, um é capitão e após todos completarem as provas, que foram atrapalhadas pelo elenco do programa, o público votam para decidir qual time ganha. O capitão do time que perder, como castigo, cai na água e quem permanece gira em um palco para descobrir o valor do prêmio, quanto mais tempo ficam cantando sem se desequilibrar, mais dinheiro ganha.

## Episódios

### Episódio 1
| Time vermelho - Time Gabriella | Jodie Prenger | Brendan Cole    | Brigitte Nielsen |
| Time azul - Time Troy          | Zoe Birkett   | Jonathan Ansell | Andrew Stone     |
| Judging panel                  | Coleen Nolan  | Shaun Ryder     | Dave Gorman      |

| Canção                | Participantes                                    | Distração                                  |
| --------------------- | ------------------------------------------------ | ------------------------------------------ |
| "Back to Black"       | Brigitte Nielsen and Zoe Birkett                 | Knife Throwing                             |
| "Rescue Me"           | Jodie Prenger                                    | Snakes                                     |
| "Ave Maria"           | Jonathan Ansell                                  | Balloons Popping                           |
| "Born to Be Wild"     | Andrew Stone and Brendan Cole                    | Various Shaking Floors, Gunge and Feathers |
| "Firework"            | Jonathan Ansell                                  |                                            |
| "Only Girl"           | Brigitte Nielsen                                 |                                            |
| "Walking on Sunshine" | Jodie Prenger, Brigitte Nielsen and Brendan Cole | Spinning Stage                             |

### Episódio 2
| Time vermelho - Time Mash | Ricky Groves   | Brenda Edwards   | Sheila Ferguson |
| Time azul - Time Bangers  | Gemma Merna    | Shaun Williamson | Matt Stevens    |
| Judging panel             | Caroline Flack | John Thomson     | Rob Rouse       |

| Canção                    | Participantes                               | Distração                                                                                                |
| ------------------------- | ------------------------------------------- | --- |
| "I'm Still Standing"      | Matt Stevens                                | Children, Morris Dancers, Gymnasts, Rugby Time on a Bouncy Castle                                        |
| "Don't Leave Me This Way" | Shaun Williamson & Ricky Groves             | Waxing                                                                                                   |
| "Respect"                 | Brenda Edwards                              | Bike Stunts                                                                                              |
| "One Way Or Another"      | Gemma Merna & Sheila Ferguson               | Yesterdays Breakfast, Clawed Frogs, Blood Worms, Crabs, Freezing Slush, Sewer Maggots, Snapping Crayfish |
| "Just Dance"              | Brenda Edwards                              | |
| "Bad Romance"             | Shaun Williamson                            | |
| "I Predict A Riot"        | Gemma Merna, Shaun Williamson, Matt Stevens | Spinning Stage                                                                                           |

### Episódio 3
| Time vermelho - Time Darth Vadar | Rodney Marsh     | Lisa Maxwell | Mikey Graham     |
| Time azul - Time Luke Skywalker  | Darren Gough     | Ray Quinn    | Camilla Kerslake |
| Judging panel                    | Jarred Christmas | Jamelia      | Richard Bacon    |

| Canção               | Participantes                             | Distração                                                   |
| -------------------- | ----------------------------------------- | ----------------------------------------------------------- |
| "Do You Love Me"     | Darren Gough, Mikey Graham                | Dance routine in inflatable costumes                        |
| "The Only Way Is Up" | Lisa Maxwell                              | Dressed as a fox, dropped in bins with feathers, paint etc. |
| "Parklife"           | Rodney Marsh, Ray Quinn                   | Join a dog show                                             |
| "Stay"               | Camilla Kerslake                          | Different weather (rain, wind etc.)                         |
| "Toxic"              | Lisa Maxwell                              |                                                             |
| "She Said"           | Ray Quinn                                 |                                                             |
| "Valerie"            | Darren Gough, Ray Quinn, Camilla Kerslake | Spinning Stage                                              |

### Episódio 4
| Time          | Toyah Willcox | Sian Reeves    | Ben Richards |
| Time          | Faye Tozer    | Sinitta        | Jedward      |
| Judging panel | Trevor Nelson | Rachel Stevens | Louis Walsh  |

| Canção                              | Participantes                                                                   | Distração                                                                     |
| ----------------------------------- | ------------------------------------------------------------------------------- | ----------------------------------------------------------------------------- |
| "Fight for This Love"               | Faye Tozer and Toyah Willcox                                                    | Shaolin stunts                                                                |
| "Mercy"                             | Ben Richards and Jedward                                                        | Electrocution and gunge                                                       |
| "Rehab"                             | Sian Reeves                                                                     | Drinking disgusting cocktails (Pig nipple, lamb brain, etc.)                  |
| "Everyday I Love You Less and Less" | Sinitta                                                                         | Different weather (whilst sitting in a car, because she had broken her ankle) |
| "Grenade"                           | Ben Richards                                                                    |                                                                               |
| "Tik Tok"                           | Faye Tozer with Jedward as Backing Dancers                                      |                                                                               |
| "I Don't Feel Like Dancin'"         | Faye Tozer, Jedward (Sinitta could not participate as she had broken her ankle) | Spinning stage                                                                |

### Episódio 5
| Time vermelho - Time Posh | Tricia Penrose | Chesney Hawkes | Martin Bayfield |
| Time azul - Time Scary    | Craig Doyle    | Leanne Jones   | Roxanne Pallet  |
| Judging panel             | Patsy Palmer   | Rob Deering    | Ronni Ancona    |

| Canção         | Participantes                                    | Distração            |
| -------------- | ------------------------------------------------ | -------------------- |
| "All Time Low" | Roxanne Pallet                                   | Walk of fear         |
| "Dizzy"        | Tricia Penrose and Leanne Jones                  | Spinning wheels      |
| "Faith"        | Craig Doyle and Martin Bayfield                  | Disgusting cocktails |
| "Fire"         | Chesney Hawkes                                   | Erupting volcano     |
| "Angels"       | Martin Bayfield                                  |                      |
| "Buttons"      | Roxanne Pallet                                   |                      |
| "Roll With It" | Tricia Penrose, Martin Bayfield & Chesney Hawkes | Spinning stage       |

### Episódio 6
| Time vermelho - Time Gabriella  | Brigitte Nielsen | Brendan Cole | Jodie Prenger    |
| Time azul - Time Luke Skywalker | Darren Gough     | Ray Quinn    | Camilla Kerslake |
| Judging panel                   | Samantha Womack  | Rob Rouse    | Sara Cox         |

| Canção                           | Participantes                              | Distração         |
| -------------------------------- | ------------------------------------------ | ----------------- |
| "Sex on Fire"                    | Ray Quinn                                  | Snakes            |
| "Don't Stop Me Now"              | Jodie Prenger & Camilla Kerslake           | Break dancers     |
| "Why Does It Always Rain on Me?" | Brendan Cole                               | Different weather |
| "House of Fun"                   | Brigitte Nielson & Darren Gough            | Dogs              |
| "Rolling in the Deep"            | Jodie Prenger                              |                   |
| "Closer"                         | Camilla Kerslake                           |                   |
| "Is This the Way to Amarillo"    | Darren Gough, Ray Quinn & Camilla Kerslake | Spinning stage    |
| "Son of a Preacher Man"          | Stacey Solomon                             | Bike stunts       |